# SBS Music
SBS Music je hrvatska produkcijska i nakladnička etiketa čiji je utemeljitelj, vlasnik i glavni urednik Rajko Suhodolčan, poznati zagorski kantautor i producent kajkavske narodne i zabavne glazbe. Pojedina su glazbena izdanja tom nakladniku do danas priskrbila desetak nominacija za diskografsku nagradu Porin, ali i tri osvojena Porina (2007., 2010. i 2012. godine).

## TV i video produkcija
Osim diskografskih izdanja, SBS Music producira razne promotivne TV-spotove i dokumentarne filmove. U vlastitoj produkciji i suradnji s drugim medijskim partnerima redovito producira i tri televizijske emisije: promotivno-glazbenu Pod brajde i emisiju o zagorskim običajima i kulturnoj baštini Zagorski pinklec (Mreža TV), te zabavno-glazbenu Mužikaši i pajdaši (VTV). SBS Music djeluje i kao vanjski suradnik zabavno-glazbene emisije Kajkavski mix Hrvatskoga glazbenog kanala.
Do danas su mnogi kajkavski vokalno-instrumentalni sastavi i solisti za SBS Music snimili više od sedamdesetak glazbenih video spotova. Svaki taj uradak udovoljava svim profesionalnim kriterijima i standardima za emitiranje u suvremenim TV medijima, pa ih se često može vidjeti u nacionalnim (CMC i HTV 2) i lokalnim glazbenim programima (Z1, OTV, Varaždinska TV, Plava Vinkovačka, DMC televizija, Narodna TV).

## Izvođači
Za SBS Music svoje su nosače zvuka do danas snimili i objavili mnogi popularni hrvatski vokalno-instrumentalni sastavi i izvođači: Podravski mužikaši iz Pitomače, Kavaliri iz Bednje, Potepuhi iz Zagreba, Ivica Pepelko, Branko Greblički Ventek, Violine Zagorja, Faringaši, Podvinčani, Haubiksi, Rajzeri, Radobojski tamburaši, Črleni lajbeki, Lepi cajti, Dečki z bregov, Zagorski mušketiri, Oktet Kaj, ženski vokalni sastav Fiola, Klapa Bistrica, Kvartet Gubec i mnogi drugi.

## Diskografija (izbor)
- Razni izvođači: 
 Pozdrav iz Zagorja
- Rajko Suhodolčan: 
 Zagorje vu srcu
- Podvinčani: 
 Za srce i dušu
- Branko Greblički Ventek: 
Zorja
- Kavaliri: Šuoštor

## Vanjske poveznice
- SBS Music – službene stranice  Arhivirana inačica izvorne stranice od 20. listopada 2020. (Wayback Machine)
- YouTube: SBS Music – glazbeni spotovi
- zagorje.com – Zagorcima 2.000.000 klikova